# Katie Moccová
Katie Moccová (* 19. listopadu 1983) je bývalá americká zápasnice – judistka a grapplerka.

## Sportovní kariéra
Pochází ze sportovní rodiny. Od mala se věnovala zápasení (judo, americký školní zápas) společně se starším bratrem Stevem. Na judo se začala specializovat v 18 letech v univerzitním klubu University of Iowa. Později se dostala do tréninkové skupiny Jasona Morrise a od roku 2004 byla členkou americké judistické reprezentace ve váze do 70 kg.
Od roku 2007 přepustila pozici reprezentační jedničky ve střední váze talentované Rondě Rouseyové a startovala ve vyšší polotěžké váze do 78 kg. V roce 2008 měla v rukou zisk panamerické kontinentální kvóty, ale na rozhodujícím kvalifikačním turnaji neuspěla a na olympijských hrách v Pekingu nestartovala. Do Pekingu však nakonec odjela jako fanynka bratra Steva, který reprezentoval Spojené státy v zápasu ve volném stylu.

## Výsledky
| Turnaj                  | 2005 | 2006 | 2007 | 2008 |
| Turnaj                  | 22   | 23   | 24   | 25   |
| Turnaj                  | -70  | -70  | -78  | -78  |
| ----------------------- | ---- | ---- | ---- | ---- |
| Olympijské hry          |      |      |      | —    |
| Mistrovství světa       | úč.  |      | —    |      |
| Panamerické hry         |      |      | —    |      |
| Panamerické mistrovství | 5.   | 3.   | —    | 5.   |